# Chionochloa frigida
Chionochloa frigida är en gräsart som först beskrevs av Joyce Winifred Vickery, och fick sitt nu gällande namn av Hans Joachim Conert. Chionochloa frigida ingår i släktet Chionochloa och familjen gräs. Inga underarter finns listade i Catalogue of Life.